# Svaz československých spisovatelů
Svaz československých spisovatelů (SČSS) byla profesní a odborová organizace v Československu, která existovala v letech 1949–1969 a sdružovala československé spisovatele, literární vědce, literární kritiky a překladatele. Vznikla krátce po nastolení komunistického režimu v Československu a zanikla krátce po potlačení Pražského jara a federalizaci státu, kdy byla nahrazena Svazem českých spisovatelů a Svazem slovenských spisovatelů.

## Historie

### Vznik a začátek 50. let
Svaz vznikl spojením Syndikátu českých spisovatelů, do nějž byly už předtím sloučeny jiné spisovatelské organizace, a Spolku slovenských spisovatelů. Ustavující sjezd nově založené organizace se konal 4.–6. března 1949, prvním předsedou byl zvolen Jan Drda. Svaz převzal vydávání deníku Lidové noviny, na konci čtyřicátých let vydával krátce týdeník Kulturní politika; v padesátých let vycházely i svazové měsíčníky Nový život a Květen a do roce 1967 také svazový týdeník Literární noviny.
Svaz měl celostátní působnost a jeho působení bylo úzce spjato s dobovou politikou. Podle sovětského vzoru se jednalo o celostátní organizaci, která měla v prostředí československé literatury pomáhat prosazovat komunistickou doktrínu. Jelikož za jedinou přípustnou tvůrčí metodu byl po roce 1948 pokládán socialistický realismus, dodržování tohoto stylu ve vlastní tvorbě bylo rovněž podmínkou vstupu do Svazu. Po jeho ustavení proběhla také politická školení pro všechny členy. Svaz uděloval stipendia spisovatelům, kteří čerpali svá témata na výjezdech do zemědělských družstev a továren nebo v hornickém prostředí, pořádal soutěže zaměřené na „nábor“ nových spisovatelů z řad pracující třídy apod. Dále organizoval tvůrčí a čtenářské soutěže pro mládež (Fučíkův odznak, Soutěž tvořivosti mládeže a další).
Dne 22. ledna 1950 proběhla plenární schůze, která stanovila žádoucí směřování československé poezie; své referáty pronesli Ladislav Štoll a Jiří Taufer. Na základě výsledků schůze byla jako neslučitelná se socialistickým realismem zavržena meziválečná avantgarda, odsouzeno dílo Františka Halase (na základě Štollova posléze rozšířeného a knižně vydaného referátu Třicet let bojů za českou socialistickou poesii, 1950) a činnost Skupiny 42. Kromě toho bylo útočeno i na další literáty, z nichž někteří byli zcela vyloučeni z uměleckého života – například Konstantin Biebl (kvůli narůstajícímu tlaku spáchal sebevraždu), Vladimír Holan, Jiří Kolář, Jaroslav Seifert, Karel Teige, Jiří Weil. Řada spisovatelů byla uvězněna nebo odeslána do táborů nucených prací: Bedřich Fučík, Zdeněk Kalista, Josef Knap, Josef Kostohryz, František Křelina, Jiří Mucha, Josef Palivec, Václav Prokůpek, Václav Renč, Zdeněk Rotrekl, Jan Zahradníček. Ve vykonstruovaném procesu byl v roce 1950 odsouzen k smrti a popraven umělecký kritik Záviš Kalandra.

### Uvolnění a opětovné utužení poměrů ve druhé polovině 50. let
V polovině padesátých let Svaz reagoval na částečné uvolnění politického a literárního života. Krátce po XX. sjezdu KSSS, na němž byl odsouzen kult osobnosti a způsob vlády Josifa Stalina, se konal II. sjezd SČSS (22.–29. dubna 1956). Na něm byli do předsednictva zvoleni umírněnější představitelé – prvním tajemníkem se stal Jan Otčenášek, jeho zástupcem Jan Noha a dalšími členy předsednictva se stali kromě jiných František Hrubín, Jaroslav Seifert a Milan Kundera; Hrubín se Seifertem na sjezdu pronesli výrazné příspěvky, v nichž odsoudili politické zásahy do uměleckého života v minulých letech.
Období uvolnění nicméně skončilo už na konci padesátých let, kdy se vedení KSČ rozhodlo navrátit se k tvrdší politické linii. Ve dnech 1.–2. března 1959 se konala Mimořádná Konference SČSS, na níž Ladislav Štoll přednesl výtky vedení KSČ. Umělci byli znovu donuceni respektovat komunistické politické zadání, došlo k obměně členů vedení Svazu (první tajemník Otčenášek odešel v září 1959 na pracovní dovolenou, Jana Nohu nahradil ve funkci jeho zástupce Ivan Skála) a časopisy Květen a Nový život byly nahrazeny nově vytvořeným měsíčníkem Plamen, který vycházel až do roku 1969. Změna ve směřování československého literárního života – ač ne tak nesvobodného jako v první polovině padesátých let – byla potvrzena i konáním masového Sjezdu socialistické kultury v červnu 1959 a Konference o současných úkolech socialistické umělecké kritiky v únoru 1961.

### Uvolňování v 60. letech
V polovině roku 1963 se konal III. sjezd SČSS (22.–24. května), na němž se projevily demokratizační tendence, jež se v literárním prostředí pozvolna prosazovaly již od počátku desetiletí. Do orgánů Svazu byli zvoleni umělci kritičtí k dogmatickému marxismu (předsedou byl zvolen Jiří Šotola). Znovu bylo umožněno publikovat Václavu Černému a Josefu Škvoreckému, svůj debut vydal Bohumil Hrabal apod. Od roku 1964 začal vycházet nový, ideologicky nezatížený, svazový měsíčník Tvář. Postoj Svazu československých spisovatelů k prosazování demokratizačních principů byl nicméně nejednoznačný, kvůli čemuž byl kritizován například Václavem Havlem (projev „O úhybném myšlení“). Koncepci socialistické kulturní politiky kritizovali za tiché podpory předsedy Jiřího Šotoly i další spisovatelé (Milan Jungmann, Ivan Klíma, Pavel Kohout, Milan Kundera a jiní). Na druhé straně bylo na konci roku 1965 zastaveno vydávání Tváře a až následující rok začal vycházet další neideologický svazový měsíčník, Sešity pro mladou literaturu.
Ve druhé polovině šedesátých let pokračovaly snahy literární obce o vytváření protiváhy vládnoucí moci; kromě jiného vyvrcholily spory mezi Svazem a stranickými ideology o podobu Literárních novin. V polovině roku 1967, krátce před vypuknutím Pražského jara, se konal IV. sjezd SČSS (27.–29. června), na němž odzněla dosud nejtvrdší kritika komunistického režimu. Kromě nejostřejšího projevu Ludvíka Vaculíka vystoupili Alexandr Kliment, Pavel Kohout, Milan Kundera, Antonín Jaroslav Liehm, Ivan Klíma a Václav Havel. Stranickému vedení loajální spisovatelé (Ivan Skála, Jiří Hájek a další) naopak proti těmto projevům protestovali a delegace ÚV KSČ dokonce opustila jednací sál. Na nátlak ústředního výboru byli z kandidátky do předsednictva Svazu vyloučeni Václav Havel, Ivan Klíma, Pavel Kohout a Ludvík Vaculík a ve volbách nebyl zvolen žádný předseda. Konfliktní průběh sjezdu měl dalekosáhlé následky: Klíma, Liehm a Vaculík byli vyloučeni z KSČ, Jan Procházka byl uvolněn z funkce předsedy svazové stranické organizace, dosavadní silně monopolní postavení Československého spisovatele bylo oslabeno posílením beletristické produkce nakladatelství Mladá fronta a Svoboda (vedoucími činiteli se stali Skála a Hájek) a rozhodnutím ÚV KSČ bylo Svazu odňato vydávání Literárních novin.
V roce 1968 se předsedou Svazu stal Eduard Goldstücker. Jako náhrada Literárních novin bylo pod názvem Literární listy zahájeno vydávání nového svazového týdeníku a od října 1968 bylo naplánováno vydávání nového deníku Lidové noviny. Na půdě svazu začala pracovat komise, která se zabývala perzekvovanými literáty z období let 1948–1967 a podpořila jejich publikační svobodu a rehabilitace. V březnu 1968 se na první plenární schůzi české části SČSS ustavil Kruh nezávislých spisovatelů, který sdružoval nečleny KSČ a literáty „na okraji“, vylučované z běžného literárního života.

### Invaze vojsk Varšavské smlouvy a zánik
Po srpnové invazi v roce 1968 začal Svaz vydávat Literární listy formou letáků. Po zářijovém omezení svobody slova a vzniku cenzurního Úřadu pro tisk a informace i Vládního výboru pro tisk a informace byl nicméně zastaven slovenský svazový týdeník Kultúrny život a v květnu 1969 bylo zastaveno i vydávání měsíčníku Plamen a týdeníku Listy, který Svaz začal vydávat místo Literárních listů.
Již od počátku roku 1969 byla připravována federalizace Svazu; dokončena byla mezi 10. a 12. červnem 1969, kdy proběhly zakládající sjezdy nástupnických profesních organizací Svaz českých spisovatelů a Svaz slovenských spisovatelů. Vydávání periodik původního československého svazu Červený květ, Host do domu, Sešity pro literaturu a diskusi i obnovené Tváře převzal Svaz českých spisovatelů, ale již během let 1969–1970 bylo vydávání všech časopisů zastaveno.